# جوين فيلدنغ
جوين فيلدنغ (بالإنجليزية: Joy Fielding)‏ (و. 1945  م) هي ممثلة، وروائية، وكاتبة سيناريو، وكاتِبة، وممثلة أفلام كندية، ولدت في تورونتو.
.

## التعليم
تعلمت في جامعة تورنتو.

## وصلات خارجية
- جوين فيلدنغ على موقع IMDb (الإنجليزية)
- جوين فيلدنغ على موقع ميوزك برينز (الإنجليزية)
- جوين فيلدنغ على موقع أول موفي (الإنجليزية)
- جوين فيلدنغ على موقع ديسكوغز (الإنجليزية)
- جوين فيلدنغ على موقع قاعدة بيانات الفيلم (الإنجليزية)